# Вся эта дребедень
«Вся эта дребедень» (англ. Rollover), другие названия «Перевёртыш» и «Перекачивание капитала» — американский политический триллер 1981 года режиссёра Алана Пакулы с Джейн Фонда и Крисом Кристофферсоном в главных ролях.

## Сюжет
Бывшая кинозвезда Ли Уинтерс, после смерти мужа, получает в наследство нефтяную компанию. Хозяйка компании, не имея опыта в ведении финансовых дел, обращается за помощью к биржевому эксперту Хаббелу Смиту. В это же время арабские нефтяные магнаты начинают операцию перекачивания капитала вызывая биржевую лихорадку. Смит, влюблённый в бывшую актрису, пытается спасти её компанию от финансового краха.

## В ролях
- Джейн Фонда — Ли Уинтерс
- Крис Кристофферсон — Хаббелл Смит
- Хьюм Кронин — Максвелл Эмери
- Джозеф Саммер — Рой Лефкурт
- Боб Гантон — Сэйл Нафтари
- Джоди Лонг — Бэтси Окамото

## Номинации
- 1982 Золотая малина
  - Худший актёр (Крис Кристофферсон)